# CYTH3
CYTH3‏ (Cytohesin 3) هوَ بروتين يُشَفر بواسطة جين CYTH3 في الإنسان.